# Acueductos de Patras

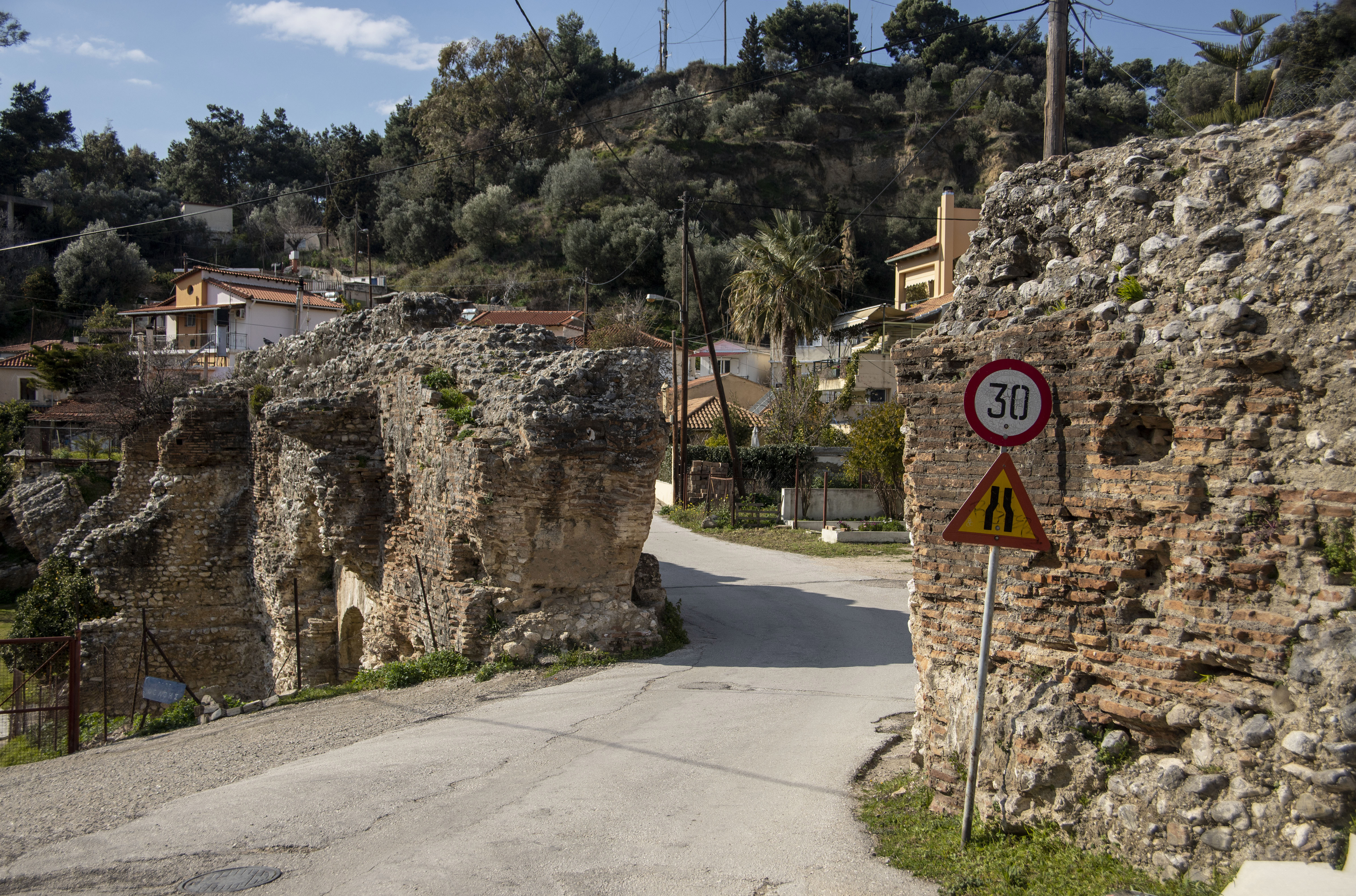
Vista del acueducto romano en el barrio de Asyrmatos.

Los acueductos de Patras (en griego: Ρωμαϊκό και Μεσαιωνικό Υδραγωγείο Πάτρας) es un sitio arqueológico en la ciudad de Patras, Grecia Occidental.
El acueducto romano es una obra importante de la época romana en Grecia y una parte vital en el suministro de agua de la época romana de Patras. Hoy, partes del acueducto son visibles alrededor de la carretera de circunvalación corta de Patras y los barrios de Aroi y Asyrmatos. El acueducto medía 6,5 kilómetros (4,04 mi) desde los manantiales de Romanos hasta la acrópolis de la ciudad, hoy parte del castillo de Patras. Durante la mayor parte de esta distancia, el agua pasó a través de un canal subterráneo, atravesando valles y gargantas en arcos cuidadosamente construidos, partes de los cuales aún están en pie.

## Historia
Los romanos convirtieron a Patras en una colonia romana en el 31 a. La ciudad era una importante puerta de entrada entre Grecia e Italia, y la arquitectura romana dominaba la ciudad por completo. Los emperadores romanos y los benefactores de la ciudad financiaron muchos edificios y proyectos públicos en la ciudad, siendo el acueducto uno de ellos; una infraestructura necesaria para el abastecimiento de agua de una ciudad populosa como Patras. Probablemente durante el reinado de Adriano (117-138), los romanos construyeron una gran cisterna de agua en los manantiales de Romanos en el monte Panachaiko, en forma de presa artificial, parte de la cual se incorpora hoy en día al tanque de agua moderno. Varias piezas grandes de ese muro aún permanecen en la región. Según una inscripción encontrada, en el lugar de los manantiales de Romanos se rendía culto a las ninfas. El acueducto medía 6,5 km de longitud desde la cisterna de agua hasta la acrópolis de la ciudad. Durante la mayor parte de esta distancia, el agua pasó a través de una tubería subterránea, atravesando valles y desfiladeros en arcos construidos, partes de los cuales aún permanecen en la actualidad. Según los visitantes extranjeros de la ciudad, el acueducto se encontraba en buen estado transportando agua hasta el siglo XVII cuando la ciudad incorporó un sistema de abastecimiento de agua por tubería, dejando obsoleto su uso.

## El monumento hoy
La construcción de la carretera de circunvalación corta de Patras se retrasó mucho durante más de 10 años debido a que el camino original planeado cruzaba el curso del acueducto romano. Además, en 2006 se descubrió un acueducto medieval adicional del período otomano (siglos XV-XVI) a solo unos cientos de metros del acueducto romano. Para que las obras de la carretera continuaran, en 2009 se decidió cortar y retirar partes del acueducto medieval y trasladarlas y exhibirlas en el mismo lugar con las ruinas del romano. En septiembre de 2018, se abrió al público la mini carretera de circunvalación, junto con un pequeño parque arqueológico llamado acueductos romanos y medievales de Patras a lo largo de su costado, donde la gente puede visitar los acueductos unificados. Partes de ambos acueductos aún permanecen ubicados en propiedades privadas, pasando el romano por patios de casas en el barrio local de Asyrmatos.

## Galería de imágenes

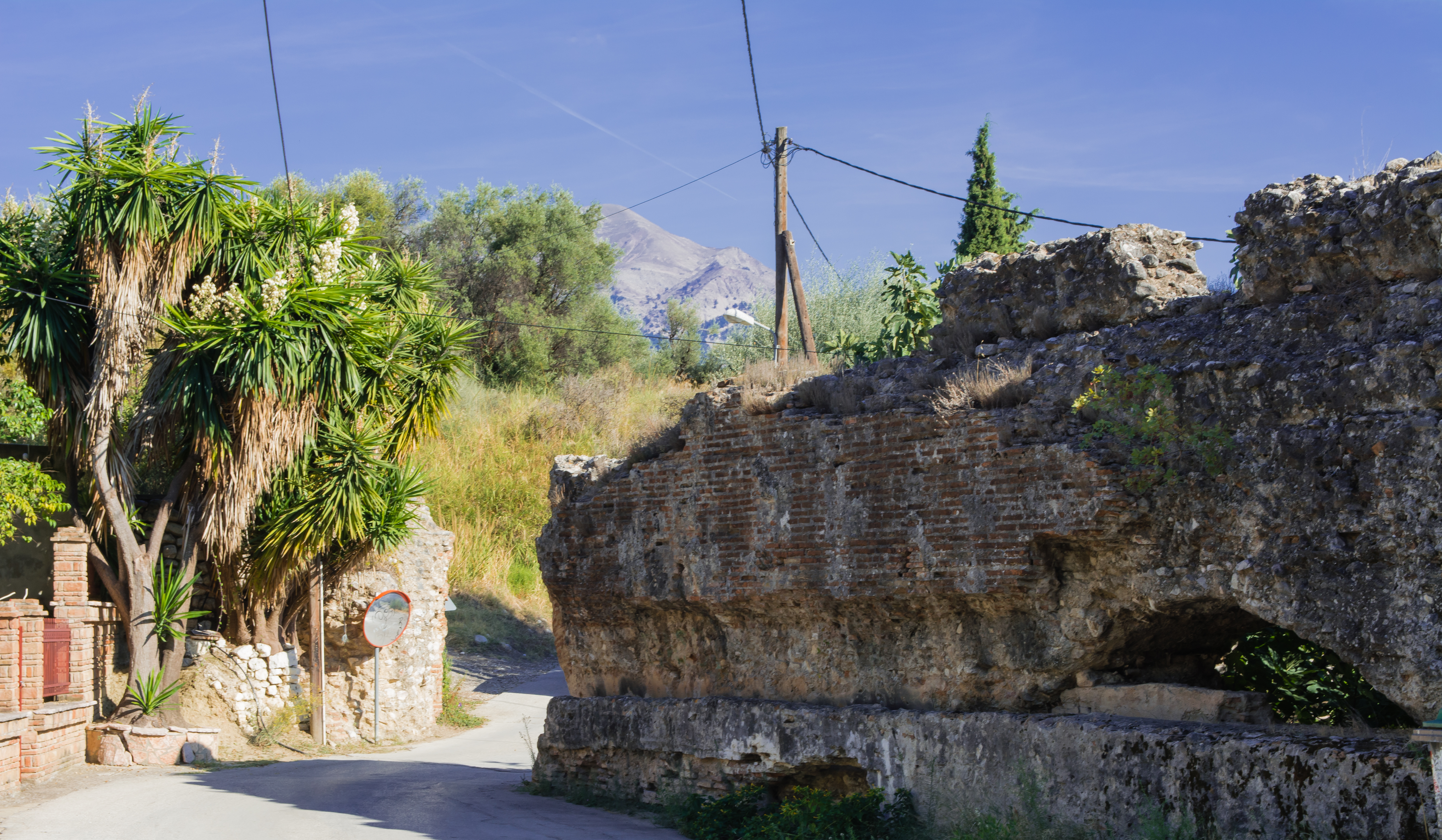
Vista del acueducto romano en el barrio de Asyrmatos.
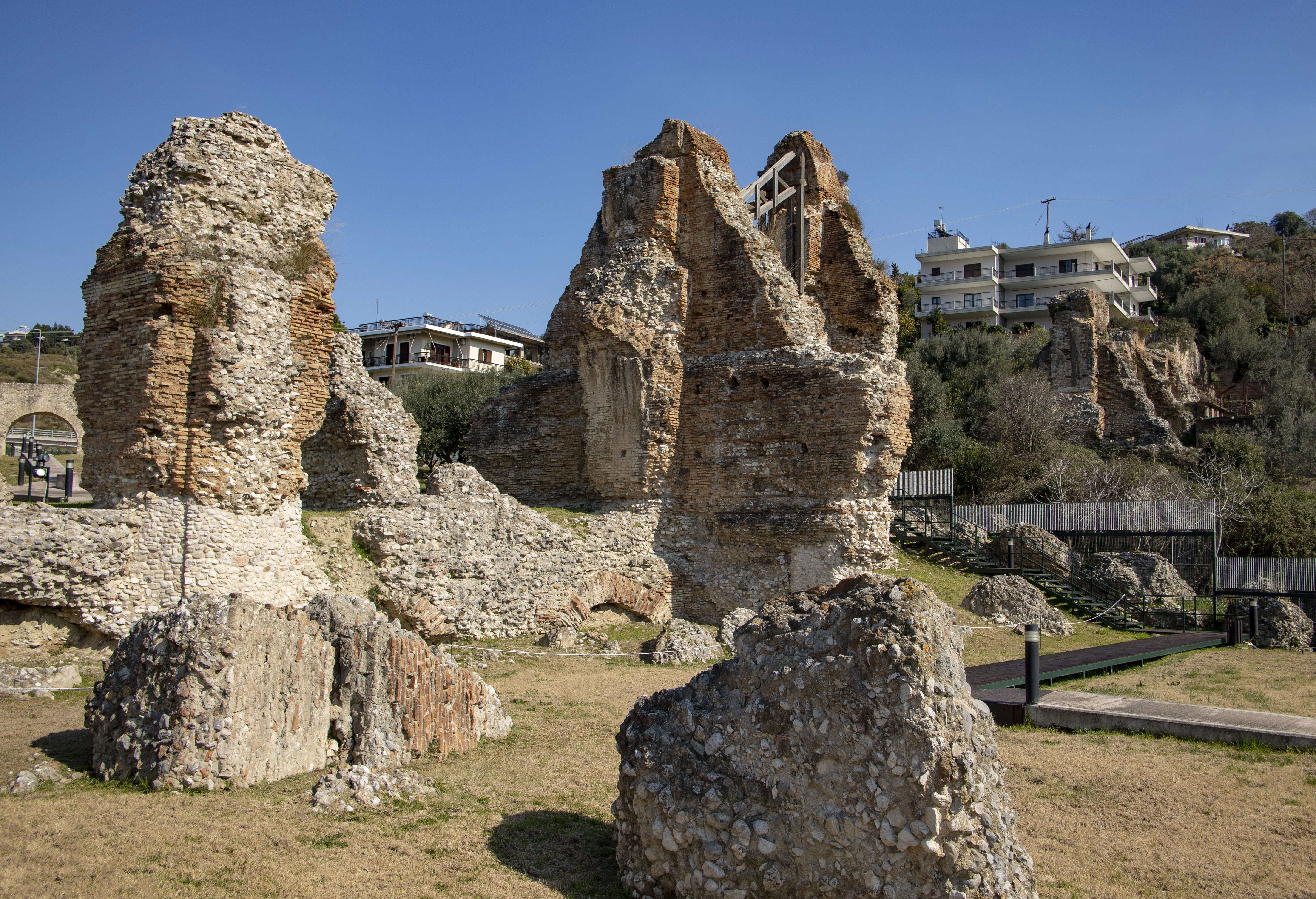
Ruinas del acueducto romano en el parque.
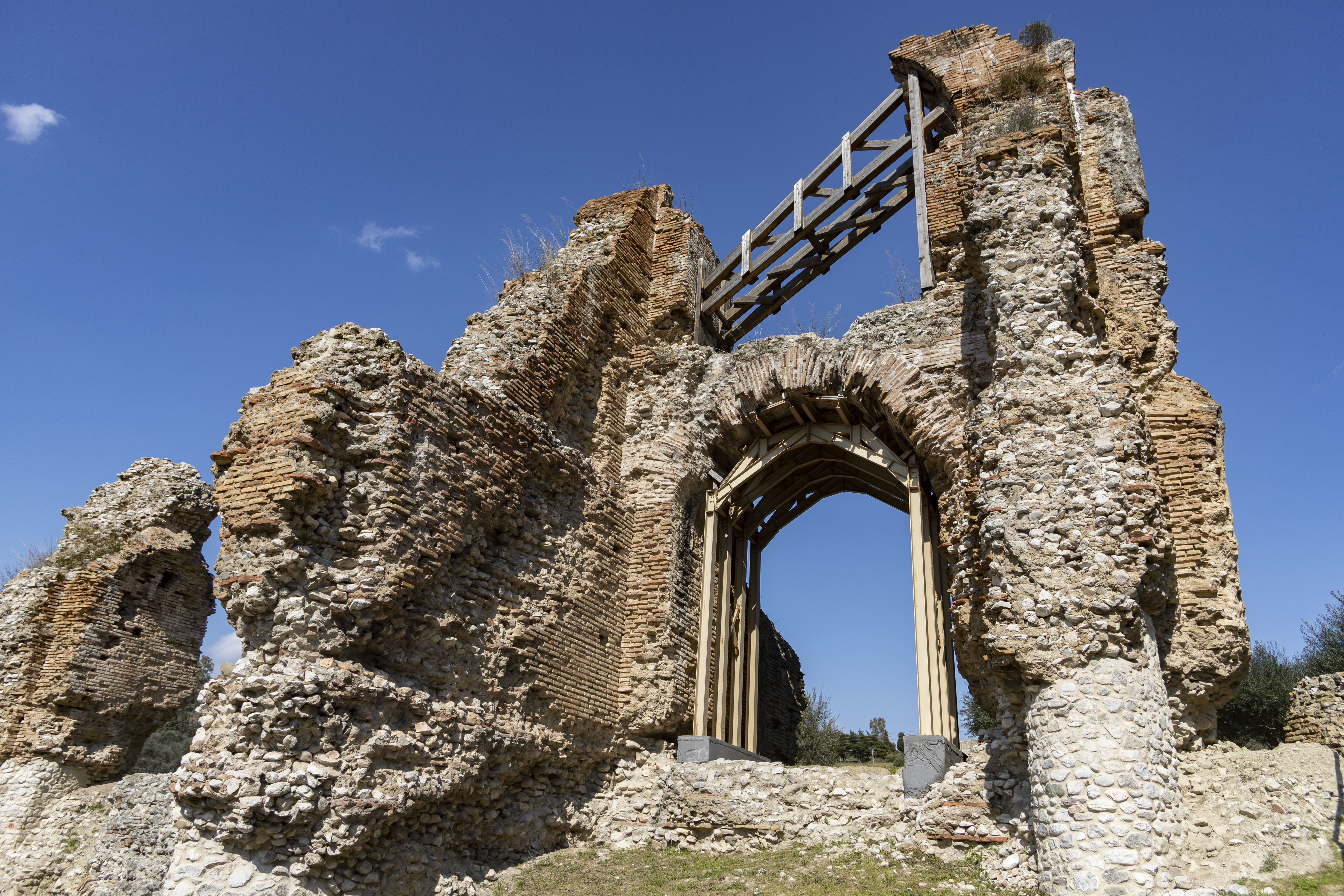
El arco restante del acueducto romano.
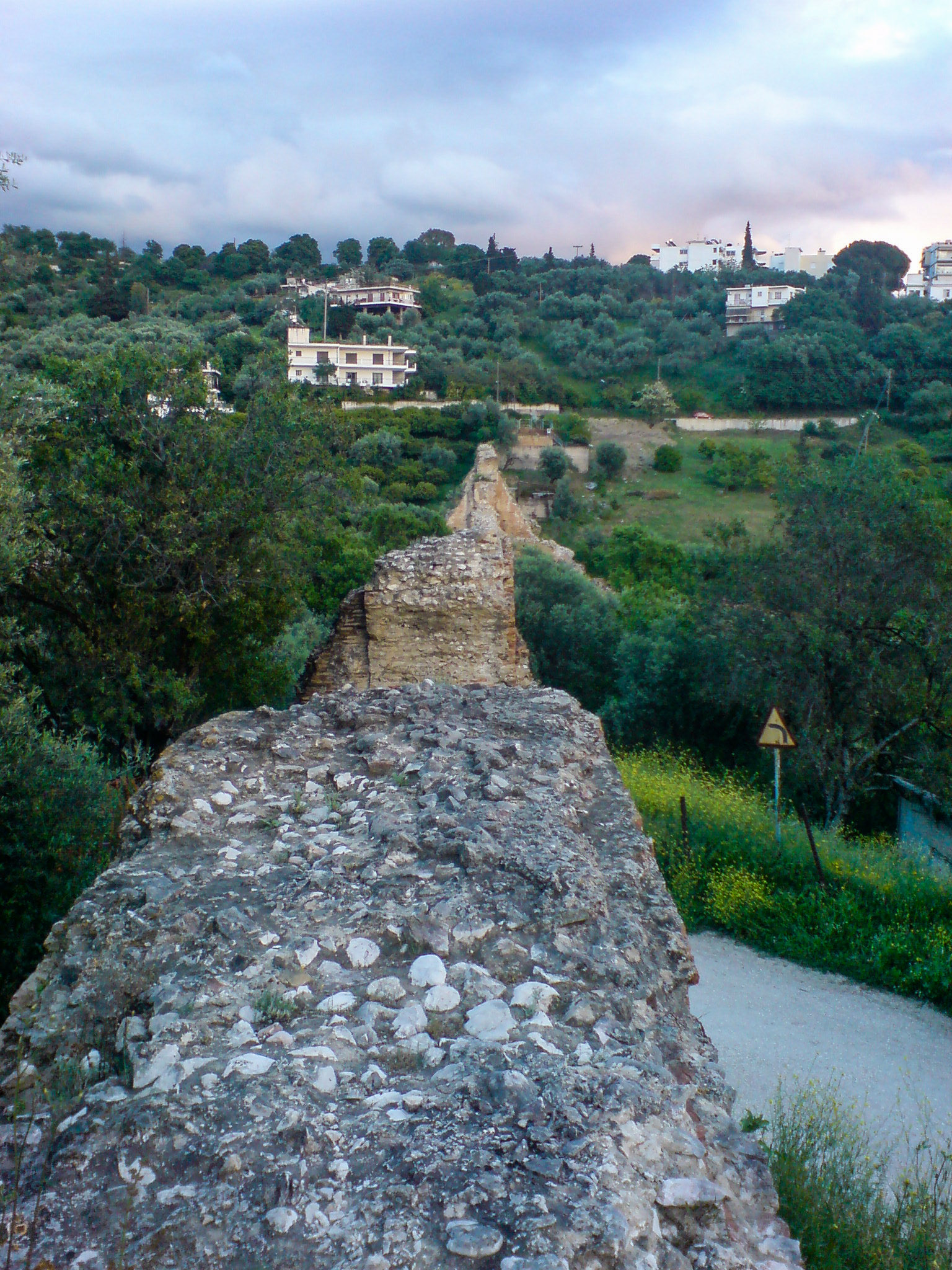
Camino del acueducto romano antes de la construcción de la carretera.
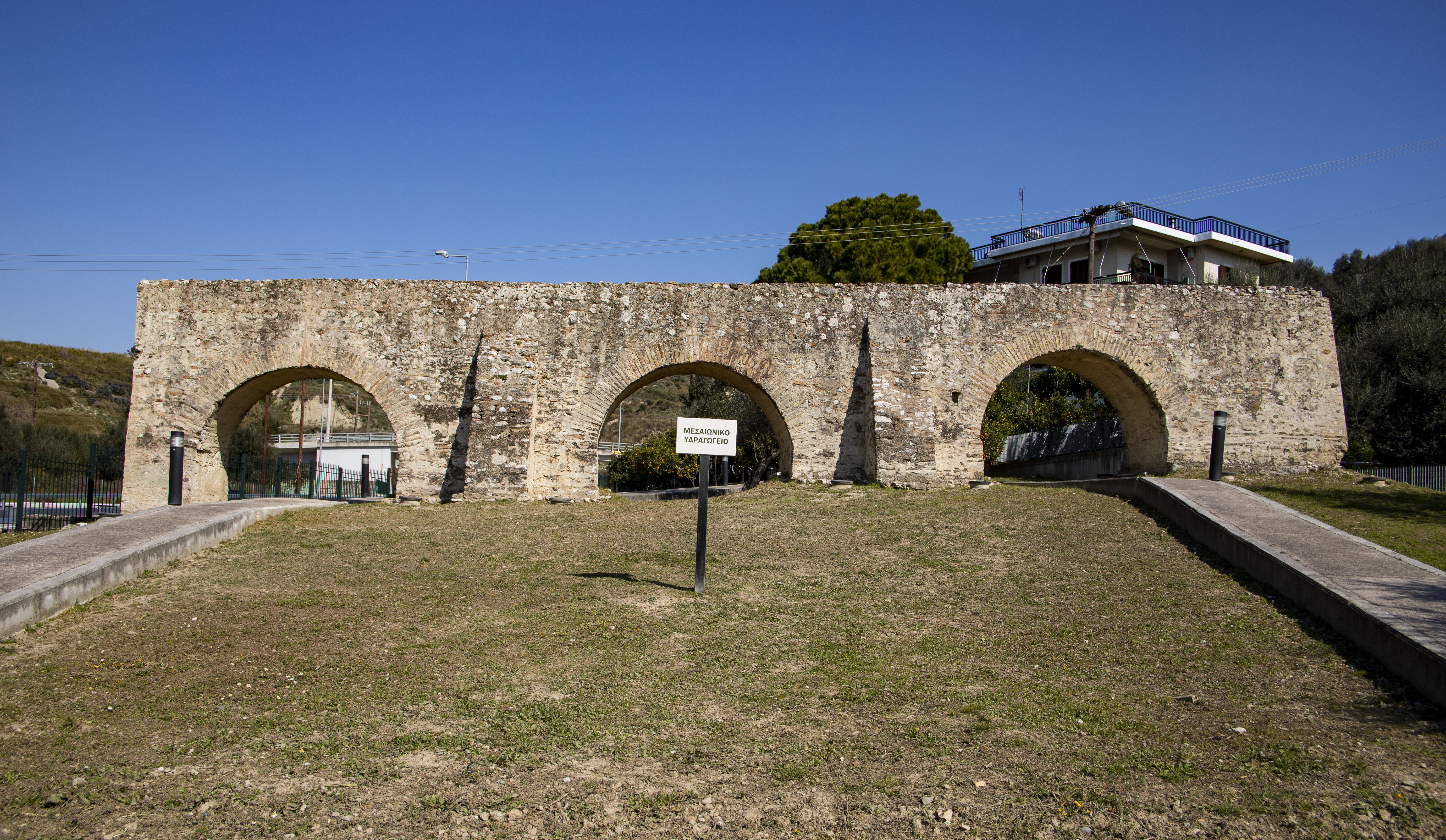
El acueducto medieval en el parque.
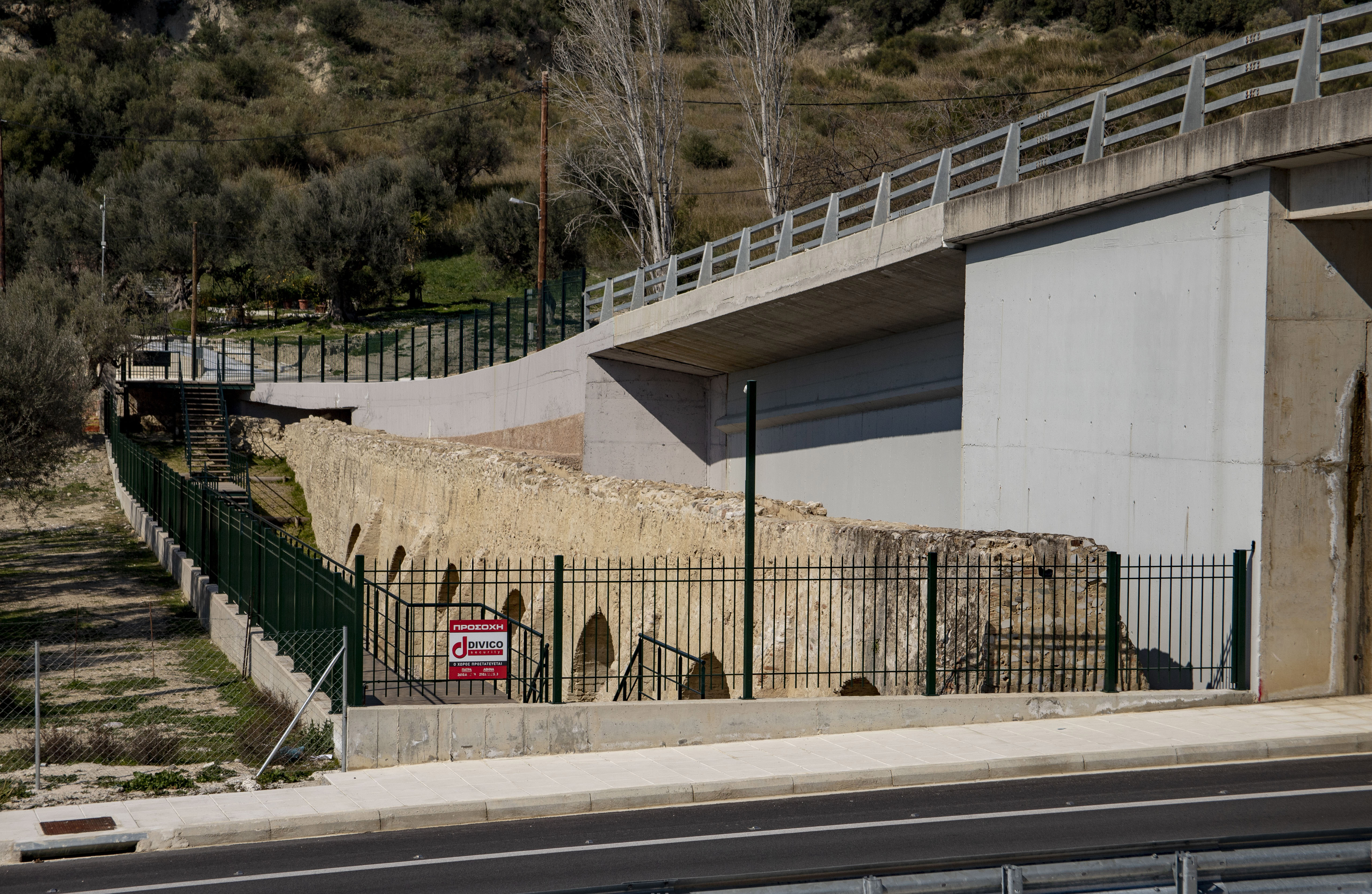
Parte del acueducto medieval in situ .
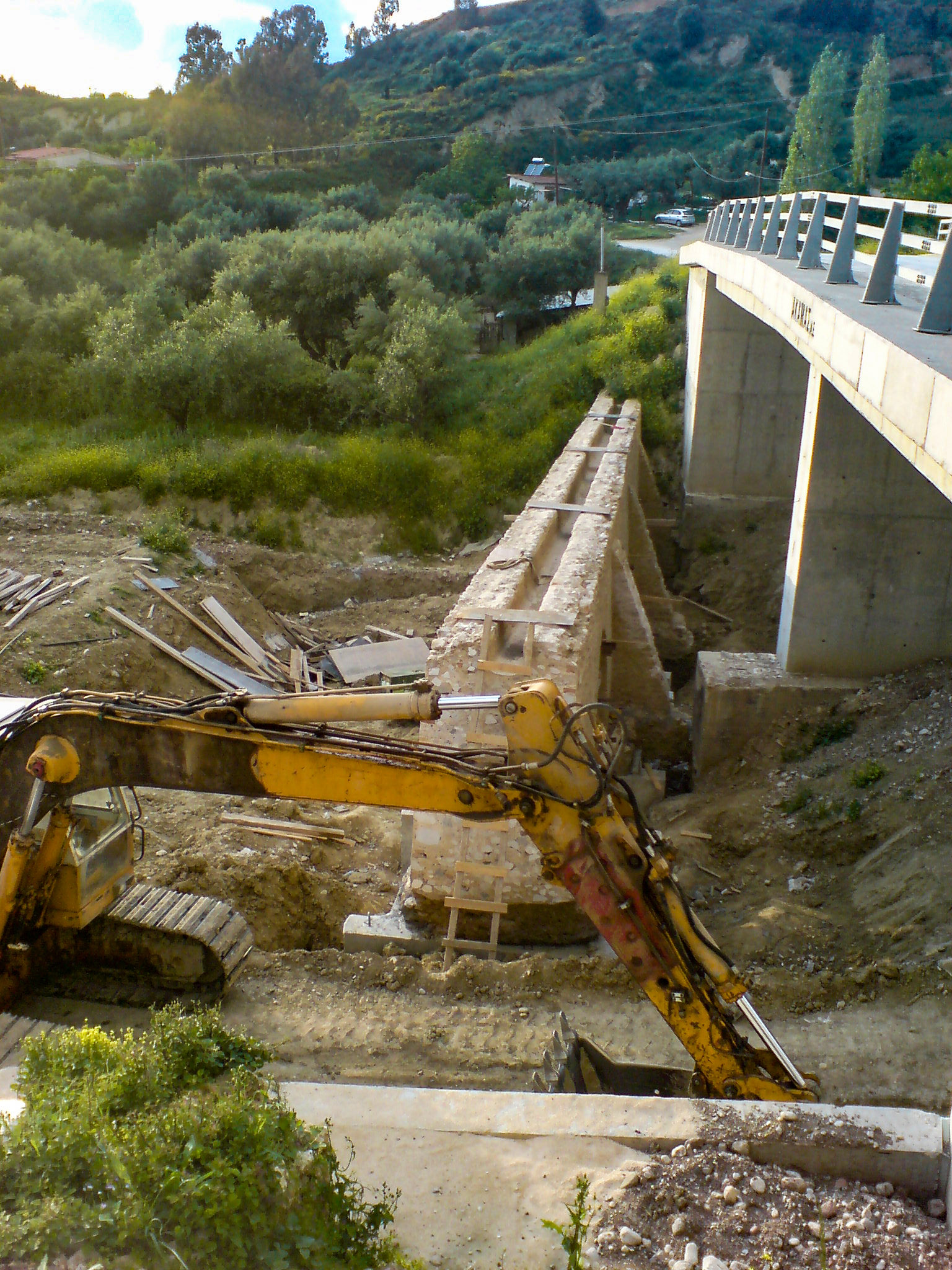
Obras de corte y transporte parcial del acueducto medieval en 2009.